# Araguatins
Araguatins é um município do interior do estado do Tocantins, região Norte do Brasil, localizado na região geográfica intermediária de Araguaína e na região imediata de Araguatins, a uma distância de 601 km da capital, Palmas.
Segundo o Censo 2022, a população é constituída de 31 918 pessoas, sendo o 7º município mais populoso do estado e o 1 051º do Brasil.
Os principais setores econômicos do município são o de serviços e a agropecuária, com um rebanho bovino que totalizou 44 091 cabeças em 2023. O PIB em 2021 foi de R$ 529 290 mil.

## História

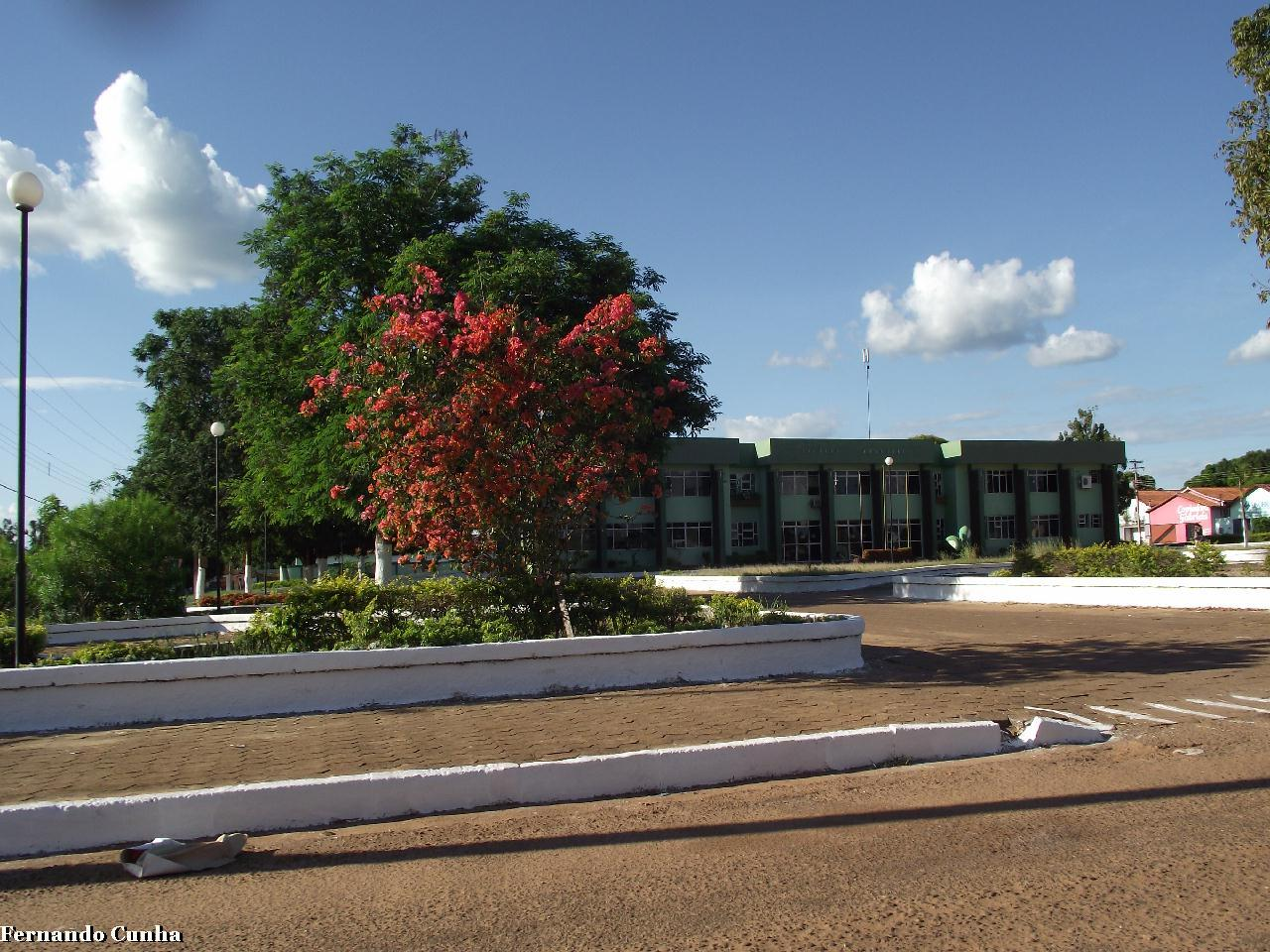
Paço municipal de Araguatins

O início do povoamento que deu origem à sede do município de Araguatins aconteceu em 1867. A construção das primeiras moradias na localidade é atribuída a Máximo Libório da Paixão e Vicente Bernardino Gomes.
Em razão de uma revolução política ocorrida em Tocantinópolis, o povoado viu sua população declinar até o final do século XIX, um fenômeno que começou a ser revertido progressivamente a partir do ano 1900, seguido por um movimento revolucionário que durou mais de uma década.
Em 1911, o povoado era chamado de distrito de São Vicente do Araguaia, pertencente ao município de Boa Vista (atualmente Tocantinópolis) e, em 21 de junho de 1913, foi emancipado, mantendo a denominação. Nos anos seguintes o município criou e incorporou os distritos de Santo Antônio da Cachoeira (em 1917), Petrolina do Lontra (em 1931, alterado para Araguaiana em 1938) e Peneaúma (1932).

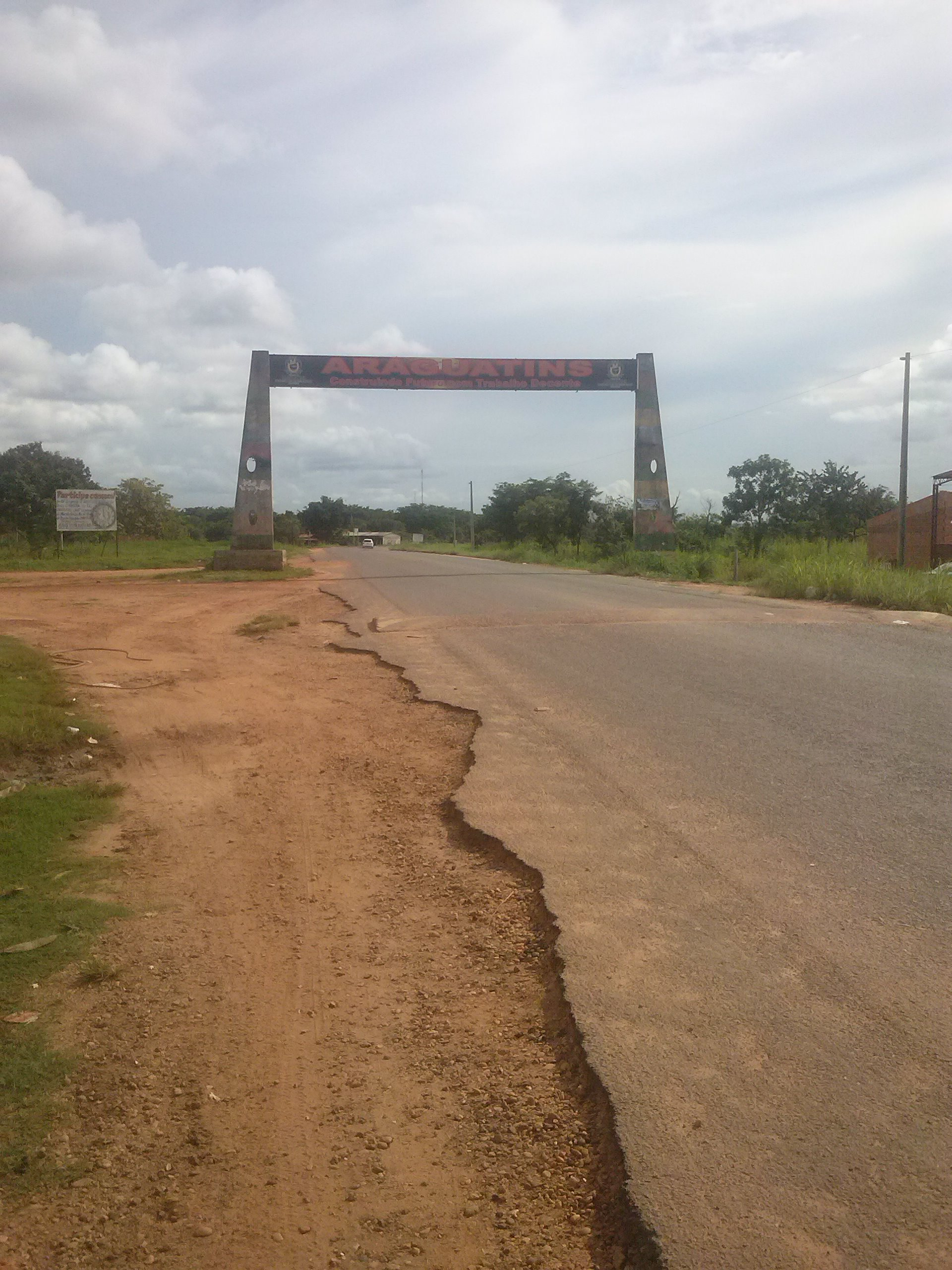
Portal de entrada de Araguatins

Antes da denominação atual, o topônimo do município havia reduzido para apenas São Vicente em 1938, tendo recebido o nome de Araguatins no dia 31 de dezembro de 1943.
Outra lei estadual, em 19 de julho de 1945, rebaixou Araguatins a distrito de Itaguatins, município criado no mesmo ato. Porém, houve uma nova emancipação três anos depois, no dia 13 de outubro de 1948, quando Araguatins voltou a ser município.
A partir de então, Araguatins criou e incorporou os distritos de Xambioá (antes denominado Xambioazinho, em 1956), Ananás (em 1960) e São Bento (em 1964), todos emancipados posteriormente em 1958, 1963, e 1992, respectivamente. O distrito de Natal, criado em 1964, permanece como tal até a atualidade.

## Geografia

### Localização

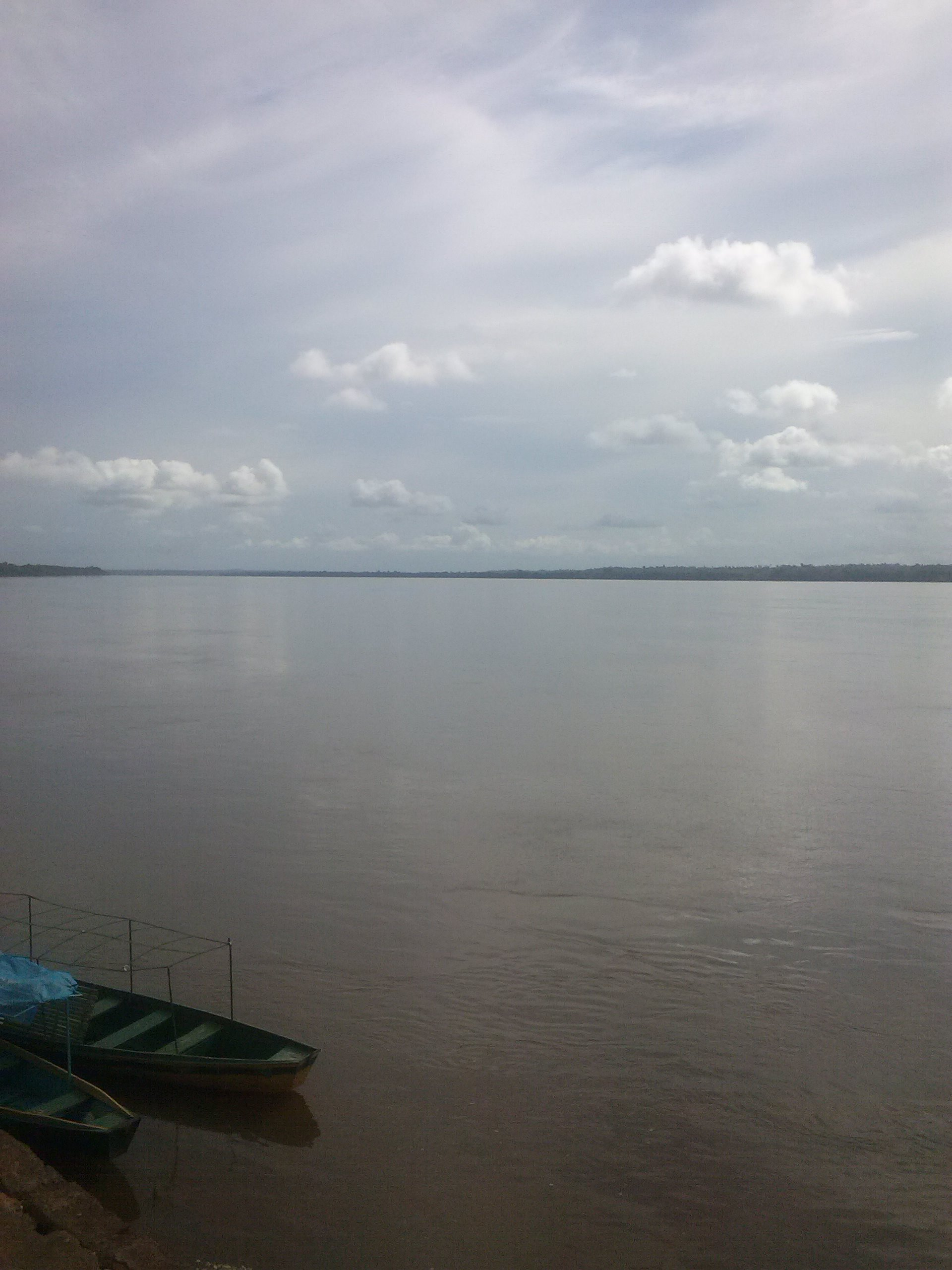
Rio Araguaia visto do Cais do Porto de Araguatins

Araguatins é um município do interior do estado do Tocantins, região Norte do Brasil, com sede localizada nas coordenadas 5° 39' 02" S 48° 07' 24" O, na região geográfica intermediária de Araguaína e na região imediata de Araguatins.
Na divisão de planejamento do estado, situa-se na região do Bico do Papagaio, macrorregião Norte, a uma distância de 601 km da capital, Palmas. Limita-se com os municípios tocantinenses de Esperantina, São Sebastião do Tocantins, Buriti do Tocantins, São Bento do Tocantins, Axixá do Tocantins, Itaguatins, Sítio Novo do Tocantins e Ananás, bem como com o estado do Pará a oeste. Os biomas predominantes são o cerrado e o amazônico.

### Território
O território de Araguatins ocupa uma área de 2 633 km², com 10,44 km² urbanizados. É o 29º maior município do Tocantins e o 580º maior do país em extensão territorial. A sede fica a uma altitude de 103 metros.

### População
A população de Araguatins é de 31 918 pessoas, segundo o o Censo 2022, o que posiciona o município como o 7º mais populoso do estado e o 1 051º mais populoso do Brasil. A estimativa populacional para 2024 foi de 33 205 pessoas.
A densidade demográfica em 2022 ano foi calculada em 12,12 habitantes por quilômetro quadrado, o que faz com que o município seja o 21º mais povoado do Tocantins e o 4 084º do Brasil.

## Estrutura administrativa
A estrutura administrativa de Araguatins, assim como a dos demais municípios brasileiros, é definida pela Constituição de 1988, composta pelo Poder Executivo, chefiado pelo prefeito; e pelo Poder Legislativo, exercido pela Câmara Municipal, sob por vereadores. Todos os representantes são eleitos pelo povo para mandato de quatro anos, mediante pleito direto e simultâneo realizado em todo o país.

### Poder Executivo
O Poder Executivo é responsável pela administração direta do município, implementação de políticas públicas, execução do orçamento e prestação de serviços essenciais à comunidade. Essas competências são exercidas desde 1º de janeiro de 2021 pelo prefeito Aquiles Pereira de Sousa, do partido Progressistas, eleito e reeleito para administrar o município até 31 de dezembro de 2028. O vice-prefeito é Rômulo de Souza Ferreira, do Republicanos.

### Poder Legislativo
O Poder Legislativo tem a função de elaborar leis municipais, fiscalizar as ações do Executivo, aprovar o orçamento e representar os interesses da sociedade. Em Araguatins, as responsabilidades são delegadas a 13 vereadores, sob a presidência de Antônio Pereira Evangelista, do Solidariedade, desde o dia 1 de janeiro de 2025, com fim do mandato previsto para 31 de dezembro de 2026.

## Economia
Os principais setores econômicos do município são os serviços e a agropecuária. O PIB de Araguatins em 2021 foi de R$ 529 290 mil e o PIB per capita no mesmo ano foi calculado em R$ 14 472 – o 126º maior do estado e o 3 871º maior do Brasil.
Em 2022, o salário médio mensal foi de 1,7 salários mínimos e a proporção de pessoas ocupadas (2 926 trabalhadores) em relação à população total era de 9,17% (o 121º melhor índice no Tocantins e o 4 598º no país). Considerando domicílios com rendimentos mensais de até meio salário mínimo por pessoa, Araguatins tinha 46,1% da população nessas condições (o 62º maior índice no estado e o 2 016º no Brasil).
O Índice de Desenvolvimento Humano (IDH) de Araguatins é 0,631, conforme apurado em 2010 pelo Programa das Nações Unidas para o Desenvolvimento (PNUD).

### Agronegócio
Os principais produtos agrícolas do município são a mandioca, com produção de 4 455 toneladas em 2023, e o milho (1 456 toneladas) conforme apurado pelo IBGE. Na pecuária, destacam-se os rebanhos de bovinos, com 505 842 cabeças, e de aves (44 091 cabeças) no mesmo ano.
Em 2023 também houve produção relevante de leite de vaca (14,4 mil litros) e de 96 mil dúzias de ovos de galinha.

## Educação
Em 2010, Araguatins apresentou uma taxa de escolarização de 95,5% (para pessoas de 6 a 14 de anos de idade), o que é considerado o 115º melhor desempenho entre os municípios tocantinenses e o 4 850º melhor no país.

Em 2023, os alunos dos anos inicias do Ensino Fundamental da rede pública tiveram nota de 5,4 no Índice de Desenvolvimento da Educação Básica (Ideb) – a 25ª melhor nota entre os municípios do estado e o 3 587º melhor desempenho entre as cidades brasileiras. Para os alunos dos anos finais, a nota foi de 4,7 no mesmo indicador – a 40ª maior nota do Tocantins e o 2 825º melhor desempenho entre os municípios do Brasil.